# Phlegetonia barbara
Phlegetonia barbara là một loài bướm đêm trong họ Noctuidae.